# Mikroelement
Mikroelement ili element u tragovima je hemijski element čija koncentracija (ili druga mera količine) je veoma niska. Precizna definicija zavisi od naučnog polja:
- U analitičkoj hemiji, element se smatra mikroelementom ako je njegova prosečna koncentracija manja od 100  mereno po broju atoma ili manje od 100 mikrograma po gramu.
- U biohemiji, mikroelement je dijetarni element koji je potreban u veoma malim količinama za pravilan rast, razviće, i fiziologiju organizma.[1] Primeri elemenata u tragovima u ljudskom telu su kobalt, bakar, fluor, jod, Gvožđe, mangan i cink.[2]
- U geohemiji, element u tragovima je onaj čija koncentracija je manja od 1000 ppm ili 0,1% sadržaja stene. Ovaj termin se koristi u petrologiji. Elementi u tragovima su kompatibilni bilo sa tečnom ili čvrstom fazom. Ako je mikroelement kompatibilan sa mineralom, on će biti inkorporiran u čvstu fazu (npr., kompatibilnost nikla sa olivinom). Ako nije kompatibilan sa bilo kojom postojećom mineralnom fazom, on ostaje u tečnoj fazi magme. Merenje ovog odnosa je poznato kao particioni koeficijent. Elementi u tragovima mogu da budu substituisani jonima formiranja mreže u mineralnoj strukturi. Elementi u tragovima koji nisu esencijalni za kompoziciju definisanu mineralom se ne uvrštavaju u hemijsku formulu tog minerala.

## Literatura
- Shier, David; Butler, Jackie; Lewis, Ricki (2016). Hole's Human Anatomy Fourteenth Edition. New York: McGraw Hill Education. стр. 59. ISBN 978-0-07-802429-0.